# Michael Olai Gevaliensis
Michael Olai Gevaliensis, född i Gävle, död 22 april 1599 i Köpings socken, Västmanland, var en svensk kyrkoman och  riksdagsman.

## Biografi
Om Michal Olai Gevaliensis ursprung är inget känt, annat än vad namnet anger, att han var son till en Olof och kom från Gävle. Han var Johan III:s hovpredikant under tidigt 1570-tal, för att 1575 av kungen bli utnämnd till pastor i Köpings socken. Sedermera blev han kontraktsprost.
Michael Gevaliensis var en av undertecknarna til beslutet från Uppsala möte. Han var fullmäktig för stiftet vid riksdagen 1594 och undertecknade den 19 februari ständernas försäkring om Uppsala möte, med anledning av att Sigismund blev kung.
Han hustrus namn var Elin. Deras dotter Anna var gift med Stockholms borgmästare, Olof Andersson. I det äktenskapet blev Gevaliensis därmed förfader till släkten Feif.